# دار ياسين
دار ياسين مصور وصحفي هندي. وهو أحد المصورين الثلاثة في وكالة أسوشيتد برس الذين فازوا بجائزة بوليتزر للتصوير الفوتوغرافي عام 2020 عن تغطية حملة الهند على كشمير .

## النشأة والتعليم
ولد دار ياسين عام 1973 في كشمير بالهند. ودرس البكالورياس في علوم الحساب الآلي والتكنولوجيا من جنوب الهند. ويعيش في سريناغار .

## مسيرته المهنية
غطى دار ياسين الصراع على كشمير على نطاق واسع، والآثار المدمرة للكوارث الطبيعية في جنوب آسيا، وافتتاح الطريق الحافلات بين كشمير المقسمة بين بلاده وباكستان. كما غطى الحرب الأفغانية واللاجئين الأفغان وأزمة لاجئي الروهينجا. وظهرت أعماله في عدد كبير من الصحف والمؤسسات الإعلامية حول العالم  يعمل حالياً في وكالة أسوشيتد برس الأمريكية.

## الجوائز
فاز ياسين في العديد من الجوائز الصحفية مثل:
- جائزة "إن بي آي" لأفضل تصوير صحفي
- جائزة أتلانتا للتصوير الصحفي
- جائزة رام ناث جوينكا للتميز الصحفي
- جائزة "ناشينال هدنلاينر"
- جائزة "سيجما دلتا تشي"
- جائزة هال بويل
- جائزة روبرت كيندي لتغطيته أزمة الروهينجا
- جائزة يانيس بيراكيس للتصوير الصحفي الدولي [9]

في عام 2020 ، نال دار ياسين برفقة زملائه مختار خان وتشاني أناند بجائزة بوليتزر للتصوير الفوتوغرافي لعام 2020 عن حملة الهند على صور كشمير .